# Masakuni Nakamoto
Masakuni Nakamoto (Japans: 仲本 政国, Nakamoto Masakuni) (?, 1950) is een Japans componist en jazzpianist.
Van deze componist is niet veel bekend. Hij is zelf als jazzpianist lid van verschillende jazzgroepen, onder anderen van het "Terry Shigeta kwartet" met Terry Shigeta (tenorsaxofoon, sopraansaxofoon), Masakuni Nakamoto (piano), Isao Nishikawa (contrabas, elektrische basgitaar) en Yoshie Tsukayama (drumstel). Hij heeft ook zelf een jazzorkest in Okinawa opgericht en verzorgt met dit ensemble optredens. 
Als componist is hij vooral bekend van zijn werk Symphonic Fanfare and March (シンフォニック・ファンファーレとマーチ) voor harmonieorkest (1985) dat tijdens de "33th All Japan Band Contest" 1985 in de Bomun Hall te Tokio verplicht gesteld was.